# Pierre Nora
Pierre Nora, född 17 november 1931 i Paris, död 2 juni 2025 i Paris, var en fransk mentalitetshistoriker inom nouvelle histoire-traditionen, och tillhör således den tredje generationen inom annales-skolan.

## Karriär
Pierre Nora växte upp i ett högborgerligt hem i Paris, studerade vid École normale supérieure och Sorbonne, och fick tidigt kontakt med vänsterintellektuella kretsar. Efter en period som lärare i Oran 1958-60 utgav han sin första bok Les Français en Algérie (1961), och började sedan arbeta i Paris som förlagsredaktör. År 1976 blev han professor vid École des hautes études en sciences sociales, och 1980 grundade han, med Marcel Gauchet, tidskriften Le Débat. Han invaldes i den Franska akademien 2001.

## Nationalismforskning
Pierre Noras mest betydelsefulla arbete är sjubandsverket Les lieux de mémoire (1984-92). Det är också ett arbete som strax fick stor betydelse för nationalismforskning och -debatt. Utgångspunkten är en distinktion mellan minne och historia. Distinktionen har rötter hos Nietzsche, som skilde mellan den torra och livsförnekande historien och det handlingsinriktade livet, men framför allt återgår den på sociologen Maurice Halbwachs idé från 1920-talet om det kollektiva minnet, ett uttryck han i sin tur hämtat från sin lärare Émile Durkheim. Mot bakgrund av filosofiska och psykologiska idéer om minnet hos Freud och Henri Bergson vidgade Halbwachs föreställningen om minnet till att gälla gemenskaper av människor. Gemenskaper, föreslog han, kan inte tänkas utan minne, och varje gemenskap har ett minne skilt från andra gemenskapers. Nationen är en sådan minnesgemenskap.
Nora utvecklar dessa idéer i en serie kontrasteringar mellan minnet och historien. Medan historien har universella anspråk, noterar han i Halbwachs efterföljd, är minnet alltid knutet till en individ eller till en grupp eller ett kollektiv. Historien strävar efter att arbeta medvetet, vanligen med vetenskapliga metoder och med hjälp av en uppsättning systematiskt ordnade institutioner - arkiv, bibliotek, universitet - som samlar och organiserar de historiska lämningarna till en kritisk historia, stadd under ständig analys och omprövning. Minnet däremot är spontant, subjektivt, levande och i grunden nyckfullt i förhållande till analys och kritik.
Historien är abstrakt, den resonerar kring händelser och skeenden, och behöver inga platser för sin förankring. Historien är professionell och exklusiv. Minnet däremot knyter sig gärna till det konkreta. Grupper, kollektiv, men också individer, använder platser i ett slags minnets praktik. Minnet är därmed amatörmässigt, folkligt. Minnet fungerar i relation till objekt och handlingar, man anordnar minneshögtider och ceremonier, man uppsöker monument, kyrkogårdar, museer och slagfält för att där högtidlighålla och odla den gemenskap som man har, och som minnet befrämjar - och som befrämjar minnet. Som Nora skriver i en aforistiskt förtätad formulering: "Minnet fäster sig vid platser, historien fäster sig vid händelser." Men allra först måste dessa platser skapas, vilket är vad den nationalistiska minnesproduktionen ägnat sig åt under större delen av 1800- och 1900-talen, länge med historiker i första ledet.
Nora pekar på att en reflexiv vändning har inträtt i historieforskningen. Historien har visserligen blivit allt mer klar över sin roll som minnesskapare, vilket gör att man nu öppet kan betrakta äldre historieskrivares verk snarare som minnesplatser än som "historia". Det gäller nationella historiker som Jules Michelet under 1800-talet, men det gäller även litterära verk och barnböcker. Dessa böcker fungerar också som minnesplatser och som nationella läroprocesser.
Forskningen om nationerna och minnet har vuxit fantastiskt, ofta med direkt hänvisning till Noras arbete. Förklaringen ligger in att begreppet "minnesplats" slog en brygga mellan det abstrakta och det konkreta, mellan den kulturhistoriska och folkloristiska analysen av de nationella uttrycken å ena sidan och den politiska och sociologiska analysen av gemenskapernas framväxt å den andra. Minnet förenar individen med såväl kollektivet som territoriet.